# Траншея кабельна

Прокладання кабелю в траншеї: 1 — цеглина; 2 — кабель; 3 — пісок

Траншея кабельна — призначена для прокладання кабельних ліній електропередачі і телефонних кабельних ліній в землі.

## Прокладка кабельних ліній в траншеї
Для прокладки кабелів в земляних траншеях найбільш придатними є дренуючі ґрунти (скельні, гравійні, щебенисті і крупнопісчані); пучиністі і просадочні ґрунти непридатні для прокладки в них кабельних ліній.
При прокладці кабелів безпосередньо в землі кабелі повинні прокладатись в траншеях і мати знизу підсипку, а зверху засипку шаром дрібної землі, що не включає камінців, будівельного сміття і шлаку.
Прокладка кабелів поблизу будівель не допускається. Ввід кабелів із траншеї в будівлю при відсутності вентильованого підвалу повинен виконуватись вище нульової відмітки.
Кабелі по всій довжині повинні бути захищені від механічних пошкоджень шляхом перекриття при напрузі 35кВ і вище залізобетонними плитами товщиною не менше 50 мм; при напрузі нижче 35 кВ — плитами або глиняною звичайною цеглою в один шар поперек траси кабелю; при копанні траншеї землерийними механізмами з шириною фрези менше 250 мм, а також для одного кабелю — вздовж траси кабельної лінії. Застосування силікатного, а також глиняного пустотілого або дірчатої цегли не допускається.